# Phyction
『phyction』（フィクション）は、ナイトdeライトの1枚目のアルバム。2012年5月5日発売。

## 概要
ナイトdeライトの1st Albumで初のオリジナルアルバム。本作より、編曲に遠藤稔が加わった。
2012年3月19日、同年5月5日に1stアルバム『phyction』を、冬に2ndアルバム『nonfiXion』を発売することを発表。
次作『nonfiXion』の対比という設定になっており、CDジャケットの配色やイラストなども対比関係になっている。なお、CDケース内側にはアルバムのタイトル『phyction』の頭文字「P」が書かれており、それを次作『nonfiXion』に書かれている「X」と合わせたものである「☧(＝モノグラム(ラバルム))」が4thシングル『モノグラム』に書かれており、これら三作は繋がっているということがわかる。

## 収録曲

### リスト
| #         | タイトル       | 作詞                 | 作曲・編曲           | 時間 |
| --------- | -------------- | -------------------- | -------------------- | ---- |
| 1.        | 「1/40」       | 遠藤稔               | 遠藤稔               | 0:42 |
| 2.        | 「phyction」   | 三橋恵之矩           | 三橋恵之矩           | 4:13 |
| 3.        | 「シンボウ人」 | 長沢紘宣             | 長沢紘宣             | 4:56 |
| 4.        | 「明日への歌」 | 三橋恵之矩、田中満矢 | 三橋恵之矩、田中満矢 | 5:42 |
| 5.        | 「特別記念日」 | 長沢紘宣             | 長沢紘宣             | 4:50 |
| 6.        | 「証」         | 平野翔一             | 平野翔一             | 6:19 |
| 7.        | 「pinakas」    | 長沢紘宣             | 長沢紘宣             | 5:03 |
| 8.        | 「真価論」     | 長沢紘宣             | 長沢紘宣             | 6:15 |
| 合計時間: | 合計時間:      | 38:00                |                      |      |

### 収録曲について
1. 1/40
作曲:遠藤稔
インストゥルメンタル
2. phyction
作詞/作曲:三橋恵之矩
このアルバムの表題曲。
ナイトdeライト初の短調曲。
3. シンボウ人
作詞/作曲:長沢紘宣
前身バンド「3to1」の頃からあった曲。
2016年2月17日発売のAcoustic Album『Acoustic Selection』にはアコースティックバージョンが収録された。
2017年9月30日、ハウス食品バーモントカップ全国テレビCMに採用された[3][4]。全国テレビCMはこれが初。
4. 明日への歌
作詞/作曲:三橋恵之矩 & 田中満矢
自殺者が多いこの世の中に向けて、「生きること」の大切さを歌った歌。
5. 特別記念日
作詞/作曲:長沢紘宣
メンバーの結婚式のために作られた歌。
初めて曲の中に三橋と田中の声が入った。
6. 証
作詞/作曲:平野翔一
初の平野曲。
7. pinakas
作詞/作曲:長沢紘宣
2017年4月に行われた「TOUR2017▶︎▶︎SHIFT@吉祥寺」では、TRIPLANEとこの曲でコラボした。
8. 真価論
作詞/作曲:長沢紘宣
このアルバムのリード曲。
現在の世の中への疑問をテーマにした曲。

## アディショナルミュージシャン
| ミュージシャン     | 担当                                       | 参加トラック |
| ------------------ | ------------------------------------------ | ------------ |
| 遠藤稔             | 作曲                                       | M-1          |
| 遠藤稔             | ストリングス、エフェクトプログラム、ピアノ | 全曲         |
| 披露宴ご出席の皆様 | コーラス                                   | M-4          |

## レコ発ワンマンツアー『phyction』
ナイトdeライト初のレコ発全国ワンマンツアー。
|   | 開催日         | 開催地 | 会場            | 備考                                    |
| - | -------------- | ------ | --------------- | --------------------------------------- |
| 1 | 2012年5月5日   | 札幌   | cube garden     |                                         |
| 2 | 2012年5月11日  | 東京   | 吉祥寺 Planet K | feat. サルーキ＝                        |
| 3 | 2012年7月6日   | KANSAI | FANJ twice      | サブタイトルは「粉もんが食べたくて...」 |
| 4 | 2012年11月25日 | 北見   | ONION HALL      |                                         |